# ドスカ
ドスカ（モンゴル語: Dosuqa,中国語: 脱撒合,? - ?）とは、13世紀初頭にモンゴル帝国に仕えた千人隊長の一人。
『元朝秘史』では脱撒合(tuōsāhé)、『集史』ではدوسوق（Dūsūqa）と記される。

## 概要
ドスカがチンギス・カンに仕えるようになった経緯・事蹟については全く不明であるが、『集史』「チンギス・カン紀」の「千人隊長一覧」にはドルベン部族出身の左翼千人隊長であったと記されている。また、『元朝秘史』には「トサカ(Tosaqa＞tuōsāhé/脱撒合)」という人物が千人隊長に任ぜられたと記されており、これが『集史』の言うドスカと同一人物であると考えられている。
前述したようにドスカの事蹟については全く記録がないが、ドスカの子孫についてはいくつか記録が残されている。『集史』によると、ドスカの後裔オルクト・ノヤンとその息子イェス・ブカ・キュレゲンはフレグの西征に従軍してイランに移住し、フレグ・ウルスの重臣となったという。第2代君主アバカの死後、第3代君主テグデルとアルグンの間に内戦が生じると、イェス・ブカはアルグン派について勝利に貢献した。